# Первісна
Пе́рві́сною для функції f(x)  називається така функція F(x), похідна якої F'(x) дорівнює f(x).
Операція взяття первісної є оберненою (в деякому сенсі) до операції взяття похідної: первісними для похідної f(x) будуть функції F(x) + C, де C ∈ R — довільна стала (зокрема, однією з первісних буде сама функція F(x)). І навпаки, похідною від первісної F(x) для функції f(x) буде сама функція f(x).

## Формальне означення та властивості первісної

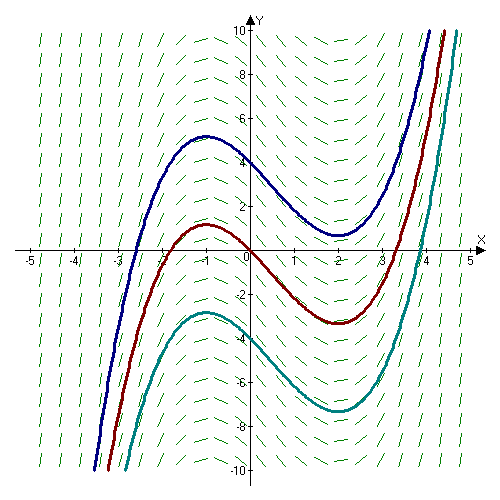
Поле напрямків функції ƒ(x) = (x^{3}/3)-(x^{2}/2)-x+c, на якому зображено три розв'язки, отримані шляхом варіювання довільної константи C.

Надалі через J будемо позначати довільний непорожній інтервал дійсних чисел (відкритий або замкнений, обмежений або необмежений).
Означення. Функція F(x) називається первісною (примітивною) для функції f(x) на інтервалі J дійсної осі,
якщо f(x) = F'(x) для всіх x ∈ J.
Нехай функція F — первісна функції f на інтервалі J. Тоді
- функція F(x) є неперервною на інтервалі J;
- функція F(x) + C теж є первісною для f на J, де C ∈ R — довільна стала (якщо функція f(x) має первісну, то вона має нескінченну кількість первісних);
- будь-яка первісна для f на J може бути представлена у вигляді F(x) + C, де C ∈ R — довільна стала.

Приклад. Для функції y = 3x2  первісними є функції F(x) = x3, F(x) = x3 + 5, F(x)    = x3 − 6 тощо (на довільному інтервалі J).
Не всі функції мають первісну.
Приклад. Функція
{\displaystyle f(x)=\mathop {\mathrm {sign} } \,x={\begin{cases}-1,&x<0,\\0,&x=0,\\1,&x>0,\end{cases}}}
не має первісної на відрізку [−1, 1].
Теорема. Для довільної неперервної на деякому інтервалі J функції f існує первісна на цьому інтервалі.

## Методи знаходження первісної
Знаходження первісної для заданої функції f(x) називається інтегруванням. Для обчислення первісної використовуються ті самі методи, що і для обчислення невизначеного інтегралу, а саме
- Метод підстановки (або формула заміни змінної)
- Метод інтегрування частинами
- Таблиця інтегралів

Не завжди первісну можна записати у вигляді скінченної комбінації елементарних функцій (наприклад, функція exp(x2) має первісну як неперервна функція, проте ця первісна не виражається аналітично). В такому разі первісну треба шукати у вигляді функціонального ряду або нескінченного добутку елементарних функцій.